# شوجب راتنجي
شوجب راتنجي (الاسم العلمي:Premna resinosa) هو نوع من النباتات يتبع جنس الشوجب من الفصيلة الشفوية.